# Vändåtberget
Vändåtberget este o rezervație naturală din Suedia, situată la 50 km nord-vest de Örnsköldsvik, care a fost creată în 1989 și acoperă 302 de hectare. Zona include lacurile Inner-Abborrtjärnen, Älgtjärnen, Lill-Abborrtjärnen și Stor-Abborrtjärnen.